# My Family
My Family ist eine britische Sitcom, die von 2000 bis 2011 von der BBC produziert wurde. In Deutschland wurde die Sendung auf NICK in der inzwischen eingestellten Sparte NICK Comedy am Abend und in der Nacht ausgestrahlt. Nach Umstellung des Senders Comedy Central auf die Frequenz auf Nick, wurde My Family nur noch wenige Tage ausgestrahlt. Die Ausstrahlung auf Comedy Central wurde dann endgültig am 1. Januar 2009 eingestellt, nachdem noch einmal drei Folgen gezeigt wurden. Vom 1. Februar 2010 bis 25. März 2010 wurde My Family erneut auf Comedy Central ausgestrahlt. Bisher wurden nur die Staffeln 1 bis 7 in Deutschland ausgestrahlt.

## Charaktere

### Hauptcharaktere
- Ben Harper – Ben Harper ist ein Zyniker, dem nahezu alle Menschen auf die Nerven gehen. Er ist Zahnarzt, was er auch gerne wäre, wenn er nicht mit nervigen Patienten und Assistentinnen konfrontiert würde. In jeder Folge hat er eine neue Assistentin, die er dann aus unterschiedlichen Gründen wieder feuert. So hat Ben auch von seiner Familie, obwohl er sie liebt, meistens die Nase voll. Er hätte am liebsten brave, liebende Kinder und seine Ruhe nach Feierabend. Doch dem ist nicht so. Ben hat nahezu keine Freunde, nur Charly (nach einer Geschlechtsumwandlung: Charlotte) ist ihm über die Jahre treu geblieben. Sein größtes Hobby ist Fußball anschauen. An jedem Abend trinkt er ein oder zwei Gläser Scotch-Whisky. Außerdem raucht er heimlich, wovon er meint, dass es keiner bemerkt.

- Susan Harper – Susan ist Bens sarkastische Frau, die ihn immer wieder nötigt, sich mit den Problemen der Kinder auseinanderzusetzen. Sie erträgt es nicht, dass ihre Kinder erwachsen werden und nach und nach ausziehen. Gegenüber Ben will sie stets recht behalten und neigt zudem zu Überreaktionen, vor allem wenn sie sich Sorgen um das Wohlergehen ihrer Kinder macht. Susan arbeitet in den ersten Staffeln der Serie als Fremdenführerin in London, wo sie jedoch später kündigt und einen Job in einer Kunstgalerie annimmt. In ihrer Familie ist sie als schlechte Köchin bekannt. Sie hat ein schlechtes Verhältnis zu ihrer Mutter und würde sich, wie Ben es tut, am liebsten verkriechen wenn sie zu Besuch kommt. Ebenso wie Ben raucht sie heimlich in der Annahme, dass es niemand wisse.

- Nick Harper – Nick ist der älteste Sohn von Susan und Ben. Er ist nicht der klügste und anstatt endlich sein eigenes Geld zu verdienen und auszuziehen, wie Ben es gerne hätte, hat er jeden Tag neue sinnlose Jobideen, die von Stuntman über Stripper bis hin zum Handel mit den eigenen Organen reichen.

- Janey Harper – Janey ist die einzige Tochter von Susan und Ben Harper. Sie ist auch schon fast erwachsen, hat aber trotzdem noch die unangenehmen Eigenschaften eines Teenagers. Sie will dauernd Geld haben und lässt sich nicht gern etwas sagen. Trotzdem zieht sie schon in der dritten Staffel aus, um zu studieren. Janey wird schwanger, was ein weiteres Kind (Kenzo) in die Familie bringt.

- Michael Harper – Michael Harper ist der jüngste Sohn von Ben und Susan und ist der Liebling von Ben, da er am wenigsten Ärger macht. Er ist hochbegabt und intellektuell auf dem Stand eines Erwachsenen. In der Schule wird er unterfordert und schwänzt deshalb mehrere Male den Unterricht. Michael versucht, in jeder Situation für sich selbst möglichst viel Gewinn herauszuschlagen.

- Abi Harper – Abi (Abigail Theresa Bernard) Harper ist die Tochter von Bens Cousin Richard und kommt ab der 3. Staffel hinzu. Sie ist sehr tollpatschig und geistig auf einer Stufe mit Nick, darüber hinaus aber auch gutmütig und hilfsbereit. Zunächst hat sie eine starke Schwäche für Machotypen, die sie schlecht behandeln, doch später verliebt sie sich in Roger und heiratet ihn.

- Roger Bailey – Roger kommt aus Wales und ist der Sohn von Bens Zahnarztlehrer. Zu seiner Mutter hat er, trotz seines reifen Alters, ein sehr inniges Verhältnis. Von Ben wird er immer als sehr nervig empfunden, doch Roger scheint dies nie ernst zu nehmen, sondern für einen Scherz zu halten. Roger ist ebenfalls Zahnarzt und hat seine Praxis genau über der von Ben. Oft besucht er Ben in dessen Praxis, was Ben nicht gerade erfreut. Zu Beginn wird er oft für homosexuell gehalten, jedoch ist er von Anfang an in Abi verliebt. Rogers Tollpatschigkeit und einige unglückliche Umstände verhindern es lange Zeit, dass Abi und Roger zusammenkommen, doch schlussendlich heiraten sie.

- Alfie Butts – Ab der sechsten Staffel kommt Alfie, der zuvor auf einer Farm in Wales wohnte, ins Haus der Harpers. Nick ist ein Freund von ihm. Er bewegt sich langsam und spricht mit einem walisischen Akzent, spielt sehr gerne Gitarre und ist für seine außergewöhnlichen Massagekünste bekannt. Außerdem hat er eine Schwäche für ältere (erfahrenere) Frauen. Alfie ist klug, doch schweift er oftmals ab, gewinnt aber trotzdem die Quizshow „Der Schwächste geht“ (The Weakest Link).

### Nebencharaktere
- Brigitte (Daisy Donovan) – (Staffel 1)
- Blöder Brian (Kevin Bishop) – Freund von Janey (Staffel 2)
- Grace (Rosemary Leach) – Susans Mutter
- Fiona (Rachel Harvey) – Michaels Freundin
- Hubert (Alex Dawson)
- Kenzo Harper Thomas und Noah Davis (Staffel 5), Tayler Marshall (ab Staffel 6) – Sohn von Janey (ab Staffel 5)

## Besetzung
| Schauspieler                                                   | Rollenname        | Synchronsprecher                                              |
| -------------------------------------------------------------- | ----------------- | ------------------------------------------------------------- |
| Robert Lindsay                                                 | Ben Harper        | Hans-Jürgen Wolf                                              |
| Zoë Wanamaker                                                  | Susan Harper      | Rita Engelmann                                                |
| Kris Marshall                                                  | Nick Harper       | Dominik Auer                                                  |
| Rhodri Meilir                                                  | Alfie Butts       | Julien Haggège                                                |
| Daniela Denby-Ashe                                             | Janey Harper      | Ursula Hugo                                                   |
| Thomas & Noah Davis (Staffel 5) Tayler Marshall (Ab Staffel 6) | Kenzo Harper      |                                                               |
| Gabriel Thomson                                                | Michael Harper    | Christian Zeiger (Staffel 1–3) Fabian Hollwitz (Staffel 3–11) |
| Siobhan Hayes                                                  | Abi Harper        | Bianca Krahl                                                  |
| Kieron Self                                                    | Roger Bailey, Jr. | Viktor Neumann                                                |
| Daisy Donovan (Staffel 1)                                      | Brigitte          | Ulrike Stürzbecher                                            |
| Kevin Bishop                                                   | Blöder Brian      | Tobias Müller                                                 |
| Rosemary Leach                                                 | Grace Bricks      |                                                               |
| Rachel Harvey                                                  | Fiona             |                                                               |
| Alex Dawson                                                    | Hubert            | Nico Sablik                                                   |

## Trivia
Zwischen der ersten und zweiten Staffel wurde das Aussehen des Hauses massiv geändert. Kris Marshall (Nick) wollte seinen Serientod, doch die Autoren entschieden, ihn ausziehen zu lassen.

## DVD-Veröffentlichungen
Die elf Staffeln sind bisher nur in englischer Sprache auf DVD erschienen:
| DVD (Region 2)                         | veröffentlicht am: |
| -------------------------------------- | ------------------ |
| The Complete First Series (1 Disc)     | 22. März 2004      |
| The Complete Second Series (2 Discs)   | 7. Juni 2004       |
| The Complete Third Series (2 Discs)    | 12. September 2005 |
| The Complete Fourth Series (2 Discs)   | 20. März 2006      |
| The Complete Fifth Series (2 Discs)    | 18. September 2006 |
| Christmas Specials 2002-2005 (1 Disc)  | 20. November 2006  |
| The Complete Sixth Series (1 Disc)     | 26. Dezember 2006  |
| The Complete Seventh Series (2 Discs)  | 24. September 2007 |
| The Complete Eighth Series (1 Disc)    | 14. Juli 2008      |
| The Complete Ninth Series (2 Discs)    | 25. Mai 2009       |
| The Complete Tenth Series (2 Discs)    | 26. September 2010 |
| The Complete Eleventh Series (2 Discs) | 15. August 2011    |
| Christmas Specials 2006-2010 (2 Discs) | 5. Dezember 2011   |